# Mark 48 (torped)
Mark 48 är en amerikansk tung torped avsedd att användas av ubåtar. Det är den enda tunga torpeden i tjänst i USA:s flotta.

## Utveckling
År 1960 påbörjade USA:s flotta en studie av en ny tung torped under arbetsnamnet EX 10. Hittills hade USA bara haft en torped kapabel att slå ut djupgående atomubåtar; Den kärnvapenladdade Mark 45 ASTOR. Den torped som dittills hade varit huvudvapnet mot andra ubåtar, Mark 37, var för långsam för att hinna upp atomubåtar. Man insåg att det var viktigt att utveckla en konventionell torped som var snabb och djupgående nog att kunna slå ut sådana mål. Westinghouse och Clevite kontrakterades för att konstruera och tillverka var sin prototyp. Den största skillnaden var att Westinghouses torped drevs av en Sunstrand gasturbin medan Clevites torped drevs av en kammotor. Turbinen var tystare, men kammotorn var effektivare, i synnerhet på stora djup. År 1971 skrevs ett produktionskontrakt med Clevite (sedermera Gould Electronics) om serieproduktion och 1972 började de första torpederna levereras till flottan.
De första modellerna av Mark 48 bedömdes ha fullgod kapacitet mot ytfartyg och ubåtar, även snabba atomubåtar, men när Projekt 705 Lira och Projekt 661 Antjar blev kända uppstod snabbt behovet av en torped med ännu bättre kapacitet, framför allt större maxdjup. År 1975 utfärdade flottan en ny kravspec. Resultatet blev Mark 48 ADCAP som i princip var en helt ny torped. Förutom starkare skrov och starkare motor så byttes hela styrsystemet ut mot ett digitalt styrsystem. Även andra förändringar gjordes som att trumman för styrtråden flyttades till akter om bränsletanken. Mark 48 ADCAP började produceras 1989.
Mark 48 var ett pålitligt och effektivt vapen. Dess största nackdel var att den var bullrig, något som åtgärdades i och med modellen Mod 6. Den modellen fick också en mer avancerad målsökare och möjlighet att uppdatera mjukvaran på plats i ubåten. Mod 6 började produceras 1997.

## Konstruktion
Mark 48 drivs av en fyrcylindrig axiell kammotor på 500 hk. Bränslet är Ottobränsle 2 som är ett enkomponentsbränsle som kan förbrännas utan luft. Motorn driver två kontraroterade propellrar. Torpeden är wirestyrd vilket betyder att den har en trumma med stålwire som släpps ut bakom torpeden. Ubåten kan styra torpeden genom att skicka styrsignaler genom wiren. Sedan Mod 3 kan torpeden även skicka sonardata tillbaka till ubåten. Målsökaren är en sonar med en räckvidd på mellan 1 400 meter (Mod 1) och 3 600 meter (MODS ADCAP). Topeden har både anslagsrör och magnetiskt zonrör.

## Användare

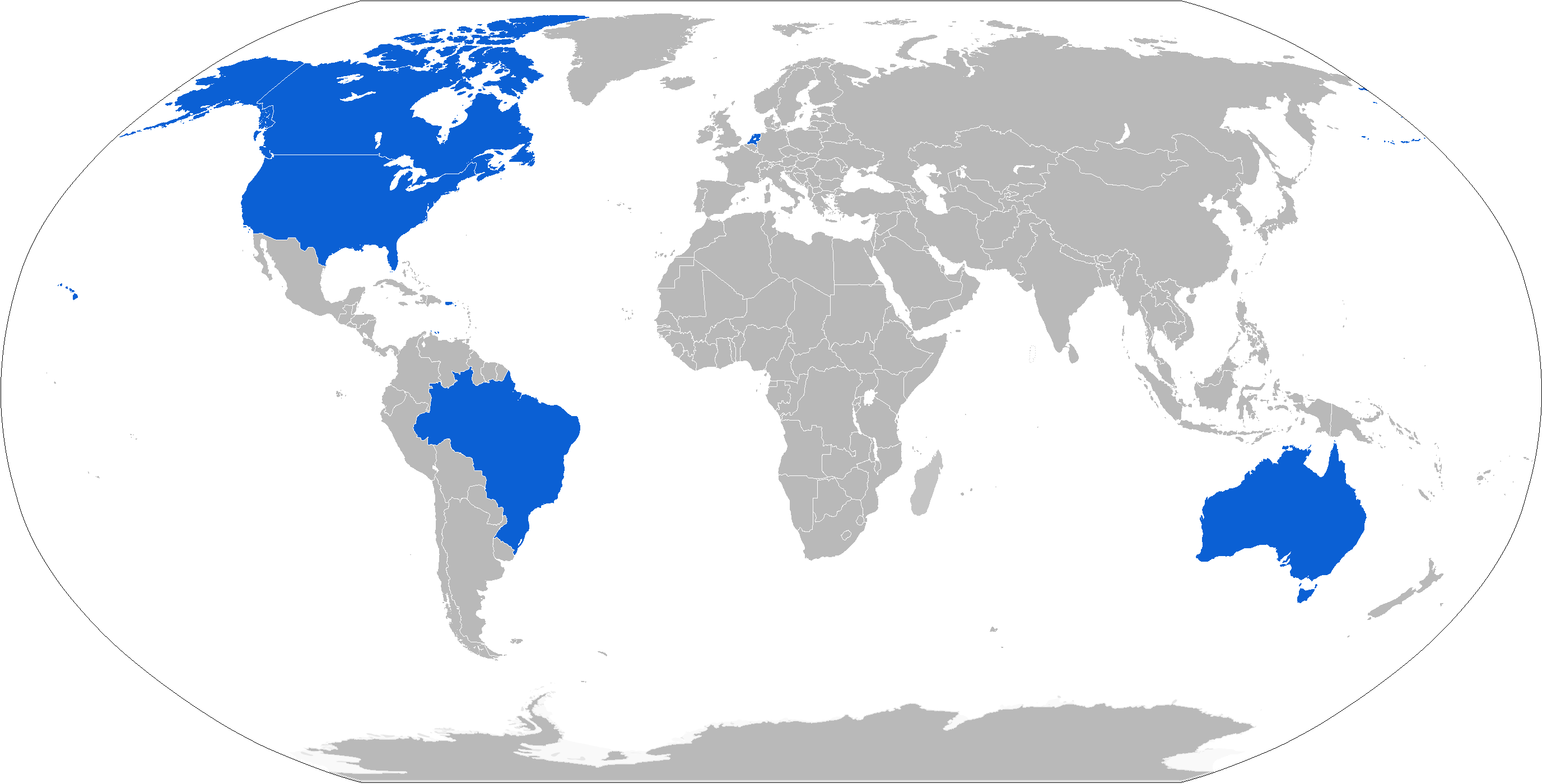
Användare av Mark 48 i blått.

- Australiens flotta
- Brasiliens flotta
- Kanadas flotta
- Nederländernas flotta
- USA:s flotta

## Varianter
- Mark 48 Mod 0 – Prototyp med gasturbindrift tillverkad av Westinghouse.
- Mark 48 Mod 1 – Första produktionsmodellen konstruerad av Clevite.
- Mark 48 Mod 2 – Mod 0 med förbättrad förmåga mot ytfartyg, endast prototyp.
- Mark 48 Mod 3 (TELCON) – Mod 1 med tvåvägskommunikation via styrtråden.
- Mark 48 Mod 4 – Nytt styrsystem med bättre autonomi som ökar torpedens träffchanser även om styrtråden går av.
- Mark 48 Mod 5 (ADCAP) – Förstärkt torped med nyare motor vilket ger större maxdjup, bättre räckvidd och högre maxfart.
- Mark 48 Mod 6 (MODS ADCAP) – Förbättrad målsökare och tystare motor.
- Mark 48 Mod 7 (CBASS) – Version med bredbandig sonar och förbättrad förmåga att verka i grunda vatten.

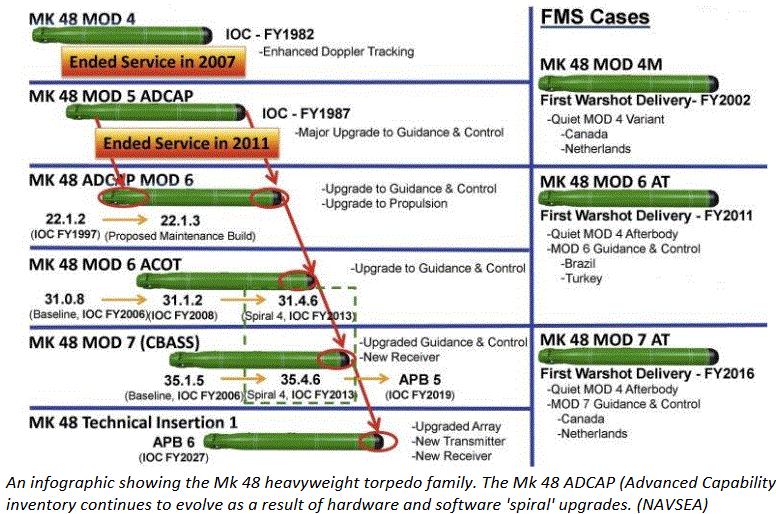
Utvecklingen av Mark 48.